# Коефіцієнт інтенсивності напружень
Коефіцієнт інтенсивності напружень, КІН, K  використовується у лінійній механіці руйнування для опису полів напружень поблизу вершини тріщини. Саме визначення K виникло з розгляду завдання про напруження в тілі з тріщиною. Поле напружень у вершини тріщини має сингулярність виду {\displaystyle 1/{\sqrt {r}}}, де r - відстань від вершини тріщини до точки, напруження в якій розглядаються; іншими словами, K є мірою сингулярності напружень в околиці тріщини.
Одиниця вимірювання K в системі SI - Па√м, що відповідає розмірності M⋅T−2⋅L−0,5.
Якщо у двох тіл з тріщинами однакові значення K, то поля напружень в околиці тріщини будуть однаковими. Ірвін припустив, що умову початку розповсюдження тріщини можна сформулювати як умову досягнення напруженнями критичного значення, сформулювавши тим самим силовий критерій крихкого руйнування.
Силовий критерій зв'язує значення K для даного тіла з тріщиною з критичним значенням КІН, що є характеристикою матеріалу. При статичному навантаженні - К1с, який отримав назву критичного КІН або в'язкості руйнування.

## Позначення
Індекси справа внизу використовуються для позначення умов навантаження:
- Kc - критичний коефіцієнт інтенсивності напружень при плоскій деформації - значення інтенсивності напружень, при якому розповсюдження тріщини стає швидкодіючим на ділянках тонших, ніж ті, в яких переважає плосконапружений стан.
- KI - коефіцієнт інтенсивності напружень для умов навантаження, при яких краї тріщини зміщуються у напрямі нормалі до площини тріщини (також відома як відкриваюча (I) мода деформації).
- KIc - критичний коефіцієнт інтенсивності напружень I моди деформацій.
- KII - коефіцієнт інтенсивності напружень для умов навантаження, при яких краї тріщини зміщуються в площині тріщини (також відома як подовжньо-зсувна (II) мода деформації).
- KIIc - критичний коефіцієнт інтенсивності напружень II моди деформацій.
- KIII - коефіцієнт інтенсивності напружень для умов навантаження, при якому краї тріщини зміщуються в площині тріщини нормально щодо напряму її розповсюдження (також відома як поперечно-зсувна (III) мода деформації).
- KIIIc - критичний коефіцієнт інтенсивності напружень III моди деформацій.
- KId - динамічна в'язкість руйнування. В'язкість руйнування, визначувана при динамічному навантаженні; використовується для апроксимації Kс для дуже в'язких матеріалів.
- KISCC - граничний коефіцієнт інтенсивності напружень при корозії під напругою. Критичних значень набуває в особливих умовах.
- KQ - тимчасове значення в'язкості руйнування при плоскій деформації.
- Kth - гранична інтенсивність напружень для тріщиноутворення від корозії під напруженням. Критична інтенсивність напружень на початку тріщиноутворення від корозії під напруженнями за певних умов.